# Hans Candrian
Hans Candrian (ur. 6 marca 1938 we Flims, zm. 9 stycznia 1999 w Chur) – szwajcarski bobsleista, brązowy medalista igrzysk olimpijskich i czterokrotny medalista mistrzostw świata.

## Kariera
Candrian uprawiał wiele sportów, między innymi biegi narciarskie, gimnastykę, zapasy oraz kombinację norweską. Bobslejami zajął się w 1965 roku i już 1968 roku wspólnie z Jeanem Wickim, Willim Hofmannem i Walterem Grafem zdobył mistrzostwo Europy. W tym samym roku Szwajcarzy wystąpili w tym składzie na igrzyskach olimpijskich w Grenoble, zajmując trzecie miejsce. Na rozgrywanych dwa lata później mistrzostwach świata w St. Moritz w parze z Gionem Caviezelem zdobył brąz w dwójkach, a razem z René Stadlerem, Maxem Forsterem i Peterem Schärerem był też trzeci w czwórkach. Kolejny medal zdobył na mistrzostwach świata w Lake Placid w 1973 roku, gdzie w parze z Heinzem Schenkerem był drugi w dwójkach. Ostatni sukces osiągnął rok później, kiedy Szwajcaria w składzie: Hans Candrian, Guido Casty, Yves Marchand i Gaudenz Beeli zdobyła srebrny medal w czwórkach podczas mistrzostw świata w St. Moritz. Był też między innymi czwarty w czwórkach na igrzyskach olimpijskich w Sapporo w 1972 roku.